# ویندن امسی
ویندن امسی (به آلمانی: Winden am See) یک منطقهٔ مسکونی در اتریش است که در ناحیه نویزیل آم زی واقع شده‌است. ویندن امسی ۱٬۱۵۵ نفر جمعیت دارد.